# Petermann Island
Petermann Island er en lille ø på vestkysten af den antarktiske halvø, beliggende lige dys for Booth Island og Lemaire Channel i Wilhelm Archipelago. Petermann Island er en to kilometer lang, lav afrundet ø som er hjemsted for verdens sydligste koloni af æselpingviner. Der er også en stor forekomst af adeliepingviner.
Øen blev opdaget af en tysk ekspedition i 1873–74 som opkaldte den efter geografen August Petermann. Den franske antarktisekspedition 1908–10 under ledelse af Jean-Baptiste Charcot benyttede en lille vig på sydøstsiden af øen som vinterhavn for sit ekspeditionsskip Pourquoi-Pas?. Vigen blev navngivet Port Circumcision fordi den blev opdaget 1. januar 1909 (Jesu omskæringsdag).
Rester af hytterne, der blev bygget af ekspeditionen er ikke længere synlige, men en stenvarde opført på Megalestris Hill står fortsat med en kopi af en blypladen med mandskabslisten. Varden er opført på listen over historiske steder og kulturminder i Antarktis og er beskyttet af bestemmelserne som er givet i Antarktistraktaten.
På øen findes også rester af en nødhytte bygget af Argentina i 1955 og et kors til minde om tre medlemmer af British Antarctic Survey som omkom i 1982 under et forsøg på at krydse havisen fra Faraday Station til Petermann Island.

## Galleri
- Adeliepingviner på Petermann Island. Deres ekskrementer giver det grå fjeld et rosa skær.
- Charcots varde med mindepladen.
- Den argentinske hytte på Petermann Island.